# ویراستیار
ویراستیار یک نرم‌افزار کاربردی است که به کاربر در نگارش متون فارسی کمک می‌کند. این نرم‌افزار به صورت یک افزونه به مایکروسافت وُرد افزوده می‌شود. نسخه‌های 3.5 و 4 این افزونه قابلیت نصب بروی ماکروسافت ورد نسخه های ۲۰۰۷، ۲۰۱۰ و ۲۰۱۳ را دارد.
کارکردهای این نرم‌افزار عبارتند از: غلط‌یابی املایی، تکمیل خودکار کلمات، اصلاح علائم نگارشی، استانداردسازی و اصلاح نویسه‌های فارسی، پیش‌پردازش املایی متن، تبدیل پینگلیش، تبدیل اعداد، تبدیل تاریخ.
این نرم‌افزار رایگان است و توسط دبیرخانه شورای عالی اطلاع‌رسانی در ایران ساخته شده‌است. قائم مقام دبیر شورای عالی اطلاع‌رسانی در اینباره گفته‌است: حجم این نرم‌افزار ۲۲۲ مگابایت است و پشتیبانی کاملی از قواعد تصریف و بیش از ۲۸۰۰ تعریف مختلف از هر کلمه با در نظر گرفتن نقش کلمه در تصریف و بیش از ۴۶ هزار فعل ساده دارد. ضمن اینکه قابلیت تکمیل خودکار کلمات، قابلیت به روزرسانی لغت‌نامه‌ها و راهنمای داخل برنامه از دیگر ویژگی‌های این نرم‌افزار است.
این تحت عنوان نرم‌افزار متن‌باز منتشر شده است و استفاده و توسعه آن تحت لیسانس GPL نسخه ۳ مجاز است اما کد منبع نسخه‌های اخیر این برنامه به‌صورت عمومی منتشر نشده است.